# Baek Bo-ram
Baek Bo-ram (hangul: 백보람), född 18 juni 1988 i Seoul, mer känd under artistnamnet Geummi, är en sydkoreansk sångare och skådespelare. Hon är mest känd som en av medlemmarna i tjejgruppen Crayon Pop.

## Karriär
Geummi debuterade med tjejgruppen Crayon Pop i juni 2012 och sommaren 2013 hade de sitt stora genombrott med hitsingeln "Bar Bar Bar". Tillsammans med Crayon Pop har Geummi varit med och släppt flera album och singlar, vunnit musikpriser och framträtt utomlands, men under tiden som gruppmedlem har hon även utfört ett par soloprojekt.
Den 6 januari 2015 släpptes musikvideon till låten "Sunlight" som är OST till TV-dramat 6 Persons Room. Geummi som också själv spelar i serien, framför låten tillsammans med skådespelaren Sung Hoon. I augusti 2015 hade Geummi en av de större rollerna i dramaserien 28 Faces of the Moon som sändes i Kina, Japan och Sydkorea. I september 2015 medverkade hon som modell i tidskriften International bnt.

## Privatliv
Geummi stavades officiellt Gummi i början av hennes karriär men följer nu korrekt reviderad romanisering. Innan Geummi påbörjade sin karriär som sångare i Crayon Pop arbetade hon med dermatologi.

## Diskografi

### Singlar
| År   | Titel                      | Topplacering          |
| År   | Titel                      | Sydkorea (Gaon Chart) |
| ---- | -------------------------- | --------------------- |
| 2015 | "Sunlight" (med Sung Hoon) | —                     |

## Filmografi

### TV-drama
| År   | Titel                | Kanal      | Roll   |
| ---- | -------------------- | ---------- | ------ |
| 2015 | 6 Persons Room       | KOSHA      | Ji-won |
| 2015 | 28 Faces of the Moon | Aura Media | Su-jin |